# Landestourismusverband Brandenburg
Der Landestourismusverband Brandenburg e.V. (LTV) mit Sitz in Potsdam, ist ein Zusammenschluss touristischer Regional- und Fachverbände und war der erste seiner Art nach der Wende in den neuen Bundesländern.

## Aktivitäten
Er versteht sich als Interessenvertretung und Dialogplattform für den Tourismus im Land Brandenburg. In Zusammenarbeit mit der Tourismus-Marketing Brandenburg GmbH (TMB) und den regionalen Tourismusorganisationen, deren Dachverband er zugleich ist, fördert der LTV Brandenburg die qualitative Expansion und Entwicklung des Tourismus in Brandenburg. Er berät die Ressorts der Landesregierung, Behörden, Verbände und anderen Organisationen bei allen für den Tourismus relevanten Maßnahmen und Entscheidungen.

## Mitglieder
- Wirtschafts- und Tourismusentwicklungsgesellschaft des Landkreises Barnim mbH (WITO Barnim)
- Tourismusverband Dahme-Seen e.V.
- Tourismusverband Fläming e.V.
- TourismusVerein Frankfurt (Oder) e.V.
- Tourismusverband Havelland e.V.
- Tourismusverband Lausitzer Seenland e.V.
- Potsdam
- Tourismusverband Prignitz e.V.
- Tourismusverband Ruppiner Seenland e.V.
- Tourismusverband Seenland oder-Spree e.V.
- Arbeitsgemeinschaft Städte mit historischen Stadtkernen des Landes Brandenburg  (AG historische Stadtkerne)
- Deutsches Jugendherbergswerk Landesverband Berlin-Brandenburg e.V. (DJH BB)
- Landesverband Brandenburg e.V. (DEHOGA Brandenburg)
- IHK Potsdam
- Landesanglerverband Brandenburg e.V.
- Landesamt für Umwelt – Abt. Großschutzgebiete und Regionalentwicklung (LfU GR)
- Ostdeutscher Sparkassenverband (OSV)
- pro agro e.V. – Verband zur Förderung des ländlichen Raumes im Land Brandenburg

## Leitung
Vorsitzender ist Christian Jaschinski, Landrat des Landkreises Elbe-Elster.

## Positionen
- Stärkung des Tourismus in Brandenburg (PDF; 278 kB)
- Stellungnahme Methodik der Bewertung von erwogenen Projekten für die Freizeitschifffahrt (PDF; 276 kB)
- Positionspapier zum Erhalt und der Entwicklung der Radwegeinfrastruktur in Brandenburg (PDF; 256 kB)
- LTV Positionspapier „Fahrradtourismus“ (PDF)

## Mitgliedschaften und Gremienarbeit
Der LTV Brandenburg ist auf Bundesebene Mitglied im Deutschen Tourismusverband und dort in den Arbeitsgruppen Tourismuspolitik, Zukunftsentwicklung sowie Qualität und Kundenorientierung aktiv. Er ist Beirat in der Arbeitsgemeinschaft Fahrradfreundliche Kommunen des Landes Brandenburg (AGFK BB). und ausgewiesener Partner der Tourismus-Marketing Brandenburg GmbH (TMB)